# 薩米·博蘇特
薩米·博蘇特（Sammy Bossut，1985年8月11日—）是比利時的一位足球運動員，在場上司職守門員。他現在效力於比利時足球甲級聯賽的祖爾特瓦雷根足球俱樂部。他首次代表球隊參賽是在2006-07賽季。他也代表比利時國家足球隊參賽，並且入選了2014年世界杯足球賽比利時的23人大名單。

## 外部連結
- Sammy Bossut player info at the official Zulte Waregem website （页面存档备份，存于） （荷蘭語）
- Sammy Bossut player info at sporza.be （页面存档备份，存于） （荷蘭語）
- Profile at Belgian Soccer Database （荷蘭語）